# Copa de Portugal 1938-39
La copa de Portugal 1938-39 fue la primera temporada de la copa de Portugal, torneo nacional organizado por la Federación Portuguesa de Fútbol (FPF). En sus inicios fue una de las competiciones más relevantes en Portugal.  A diferencia de otros torneos, la copa de Portugal agrupa a clubes de diferentes categorías, desde la primera hasta la segunda y tercera.
La final se jugó el 26 de junio de 1939 entre Académica de Coimbra y Sport Lisboa e Benfica. El campeón del certamen fue el Académica de Coimbra, después de haber ganado 4-3 al Sport Lisboa e Benfica, en el estadio Campo das Salésias, Lisboa.

## Equipos participantes
Todos los equipos:
| - Académica de Coimbra - Académico F.C. - FC Barreirense - Clube de Futebol Os Belenenses - Sport Lisboa e Benfica - Casa Pia Atlético Clube - Fútbol Club Oporto - Sporting de Lisboa | - Atlético Clube de Portugal - Sporting Clube Farense - Luso Sport Clube - Sporting Clube da Covilhã - SC Vila Real - Vitória Sport Clube - Clube Desportivo Nacional |

## Rondas eliminatorias

### Cuartos de final
| Equipo 1             | Global | Equipo 2           | partido 1 | Partido 2 |
| -------------------- | ------ | ------------------ | --------- | --------- |
| Académica de Coimbra | 7 - 4  | Académico do Porto | 5 - 3     | 2 - 1     |
| Nacional da Madeira  | 0 - 13 | Benfica            | 0 - 9     | 0 - 4     |
| Porto                | 7 - 5  | Carcavelinhos      | 3 - 1     | 4 - 4     |
| Sporting CP          | 4 - 2  | Belenenses         | 3 - 1     | 1 - 1     |

### Semifinal
| Equipo 1    | Global | Equipo 2             | partido 1 | Partido 2 |
| ----------- | ------ | -------------------- | --------- | --------- |
| Sporting CP | 4 - 5  | Académica de Coimbra | 2 - 0     | 2 - 5     |
| Porto       | 6 - 7  | Benfica              | 6 - 1     | 0 - 6     |

### Final
| 25 de junio de 1939 | Académica de Coimbra                               | 4 - 3   | Sport Lisboa e Benfica                        | Campo das Salésias, Lisboa    |                               |
|                     | Manuel da Costa 39' - Gomes 46' - Carneiro 51, 53' | Reporte | Rogério de Sousa 9, 47' - Alexandre Brito 73' | Árbitro(s): António Palhinhas | Árbitro(s): António Palhinhas |